# Ragnar Alin

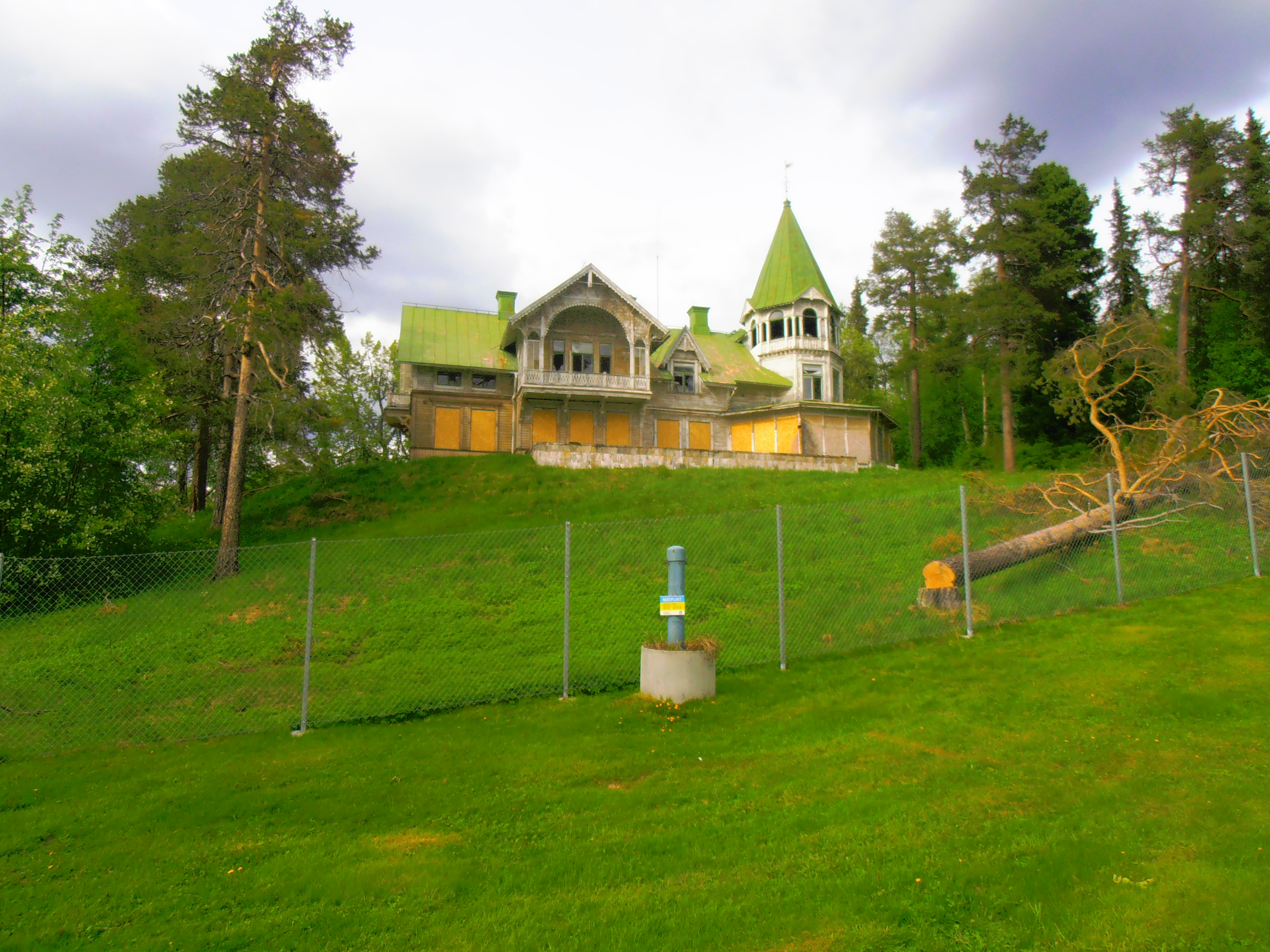
Disponentvillan i Malmberget, juni 2016.

Karl Gustaf Ragnar Alin, född 14 oktober 1905 i Jakobs församling, Stockholm, död 30 juli 1987 i Ekerö, Stockholms län, mantalsskriven i Danderyds församling Stockholms län, var en svensk disponent. Alin var disponent för LKAB i Malmberget från 1955 fram till 1964. 
Alin föddes i Stockholm som son till vaktmästare Fridolf Alin och Ida Jonsson. Alin utbildade sig till bergsingenjör vid Kungliga Tekniska högskolan 1930 och arbetade som gruvingenjör vid LKAB 1930–1944. Åren 1944–1955 var Alin överingenjör vid Gränges i Grängesberg. 1955 blev han disponent i Malmberget och bodde då med familjen i den så kallade Disponentvillan i Malmberget vid Kaptensbacken i Malmberget.
Ragnar Alin är begravd på Norra begravningsplatsen utanför Stockholm.